# Magentasturmvogel
Der Magentasturmvogel (Pterodroma magentae) ist ein seltener Seevogel aus der Gattung der Hakensturmtaucher (Pterodroma). Er ist auch unter den Namen Tāiko bekannt.

## Verbreitung
Der Magentasturmvogel zählt zu den seltensten Meeresvögeln der Welt. Er kommt ausschließlich in den südwestlichen Wäldern der neuseeländischen Insel Chatham Island vor und ist damit dort endemisch. Die gesamte Population wird auf 100 bis 150 Individuen geschätzt, andere Quellen gehen von 80 bis 100 Individuen aus. Zwischen 1978 und 2005 wurde 160 Individuen gesichtet. Für mehr als hundert Jahre wurde der Magentasturmvogel für ausgestorben gehalten, bis die Art 1978 vom Ornithologen David Crockett wiederentdeckt wurde.

## Aussehen

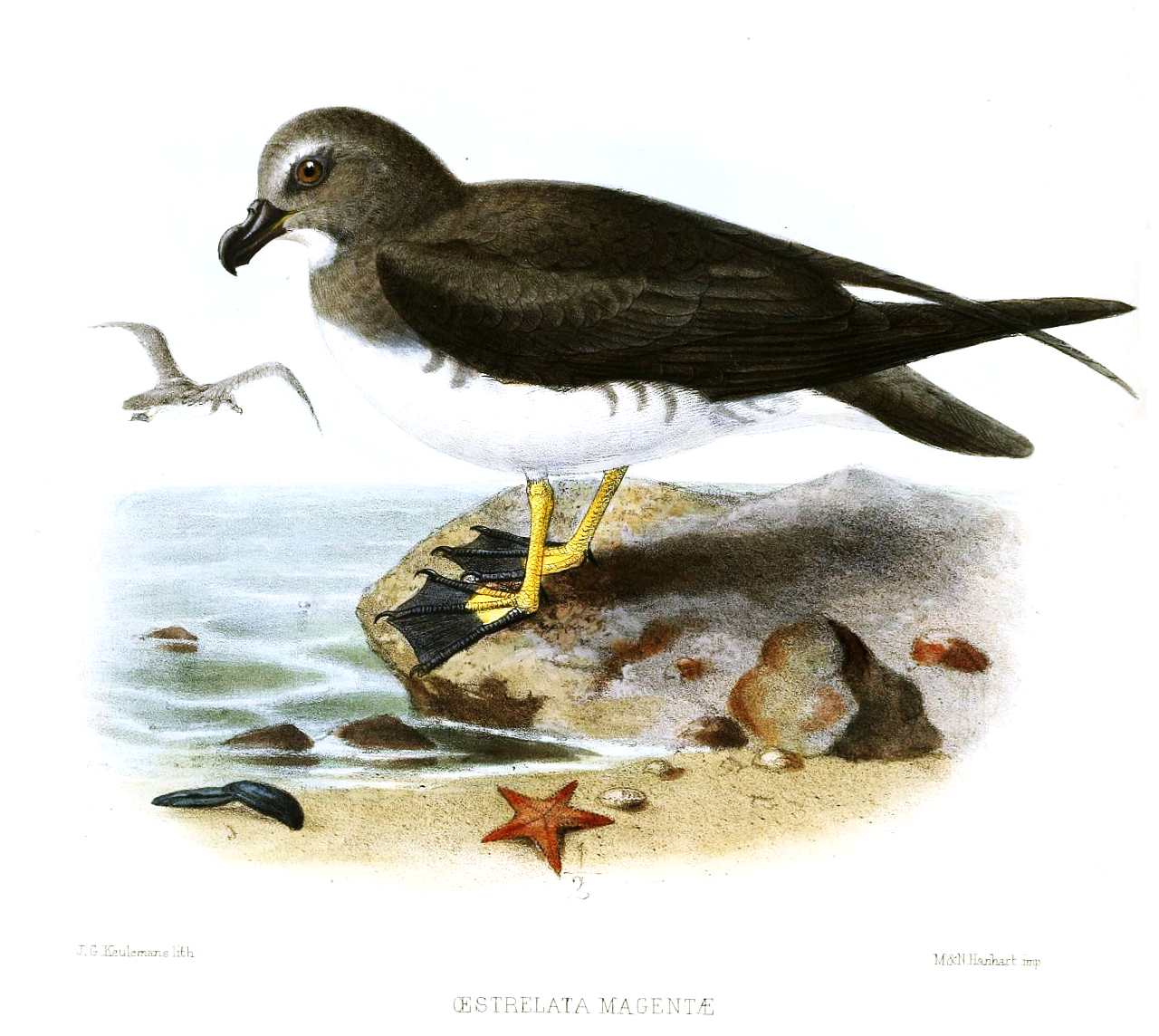
Abbildung von John Gerrard Keulemans

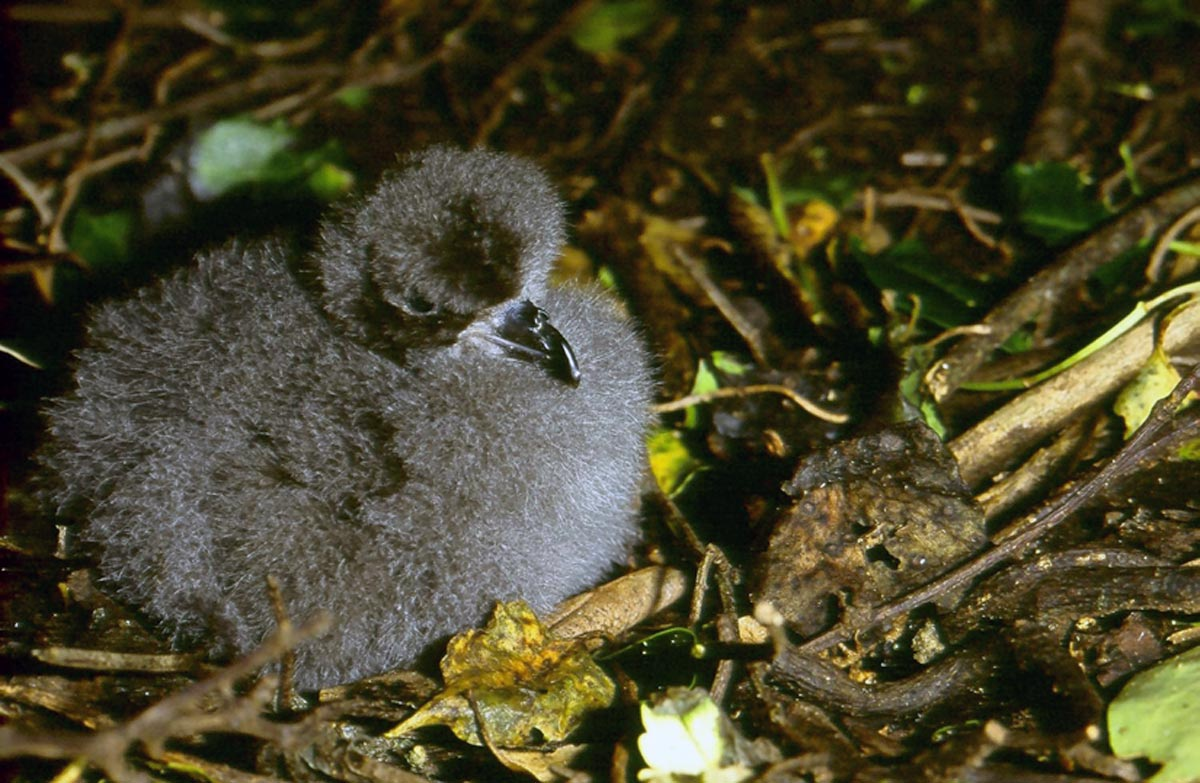
Küken

Die Vögel haben ein dunkelgraues Obergefieder und weißes Untergefieder. Die Unterseite der Flügel ist braun. Die genaue Identifizierung auf dem offenen Meer gestaltet sich schwierig, da sie oft aufgrund des ähnlichen Aussehens mit dem Weichfeder-Sturmvogel verwechselt werden.

## Verhalten
Die Brutzeit liegt zwischen September und Mai. Zur selben Zeit steigert sich auch die Nahrungsmittelsuche auf den Meer. Ein Brutpaar zieht immer ein Jungtier auf.

## Gefährdung
Der Magentasturmvogel ist derzeit von der IUCN als stark gefährdet eingestuft (critically endangered). Nach der Entdeckung wurden die Bestände sehr stark dezimiert. Die größte Bedrohung stellen eingeschleppte Säugetieren und Vogelarten dar, außerdem hat in der Vergangenheit die Waldfläche abgenommen. Die Katzen, Schweine und Nagetiere bedrohen den Lebensraum in den Wäldern und tragen wesentlich zur Zerstörung der Nisthabitate bei. Weiterhin trägt die Wekaralle zum Rückgang der Populationen bei, welche als Allesfresser auch Jungvögel und Eier angreift. Es werden Maßnahmen vom Department of Conservation ergriffen, um den Rückgang aufzuhalten und die wenigen verbliebenen Brutpaare zu erhalten.